# White Pride

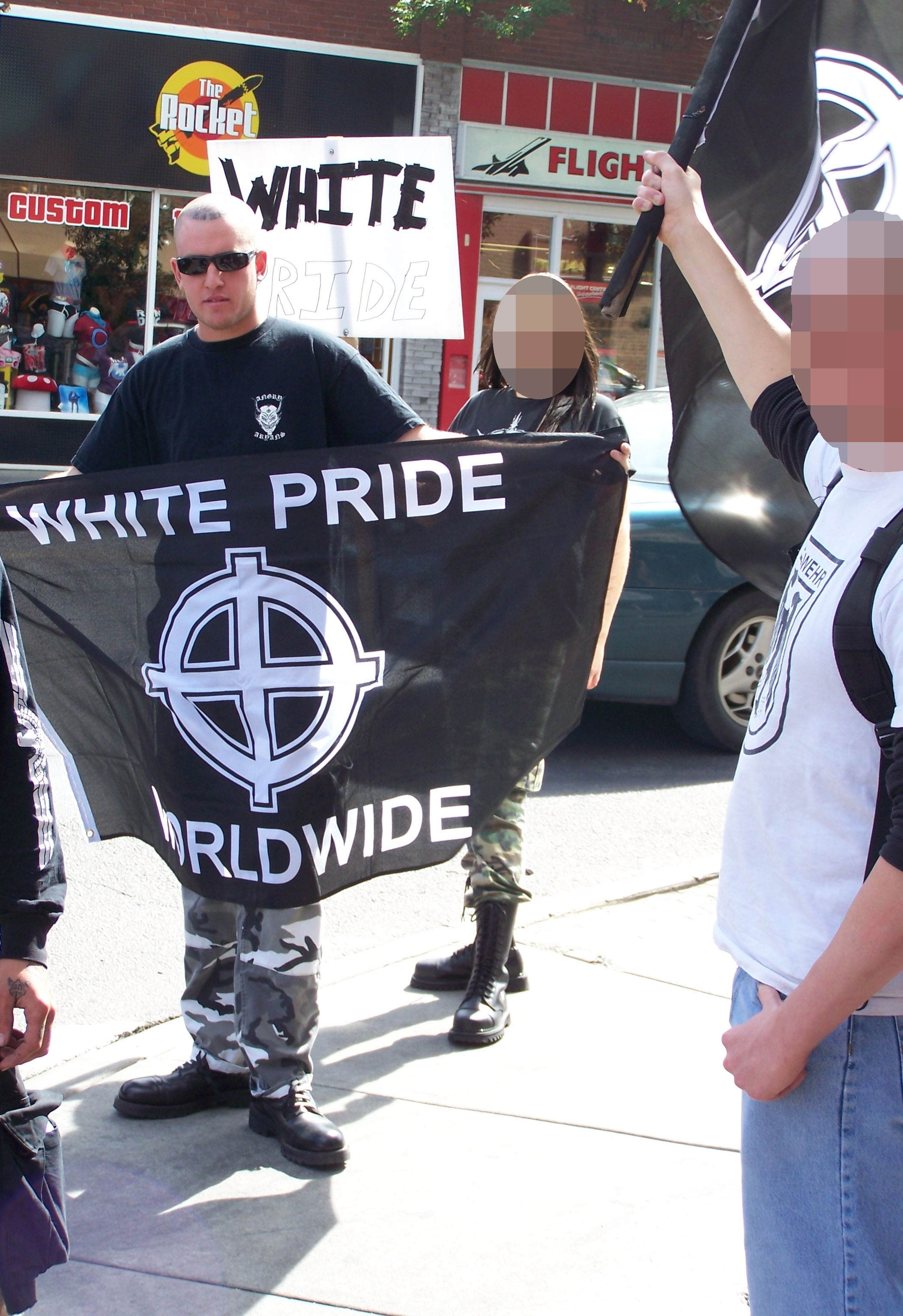
Membrii Aryan Guard protestează împotriva unei manifestații antirasiste în Calgary pe 21 martie, 2009. Unul dintre aceștia poartă un steag cu crucea celtică și sloganul „White Pride Worldwide”.

White pride (în română mândrie albă) sau white power (în română puterea albilor) este o expresie utilizată în particular de organizațiile asociate naționalismului alb,neonazismului și supremațismului cu scopul de a-și denota convingerile rasiste sau rasialiste. Aceasta reprezintă și sloganul site-ului Stormfront. Prin utilizarea acestui termen se dorește înlocuirea termenilor de naționalism alb, neonazism și supremație albă care sunt asociați cu abuzurile istorice.

## Origine
Sociologii Betty A. Dobratz și Stephanie L. Shanks-Meile consideră „White Power! White Pride!” o scandare des folosită de către susținătorii mișcărilor asociate cu separatismul alb. Într-un experiment de psihologie socială în care s-a testat cum participanții albi ar putea fi influențați să se identifice cu ideologia naționalismului alb, psihologii au descris mândria albă ca fiind asociată cu persoanele care sunt înstrăinate de cultura comercială și care nu pot obține stimă de sine din cariere de succes sau relații.
Sociologii Monica McDermott și Frank L. Samson au documentat evoluția retoricii mișcările naționalismului alb și au concluzionat următoarele: „Deoarece mândria albă a fost istoric asociată cu denigrarea persoanelor de culoare, articularea datoriilor și a necesităților celor albi reflectă dorința de a corela o identitate albă cu atribute pozitive”.

## Simbol al identității
Politologii și experții în științe sociale susțin că ideea unei „mândrii albe” este o încercare de a crea o formă mai acceptabilă pentru supremația albă sau separatismul alb și a atrage mai multe persoane în mișcările respective. Conform investigatorului Joseph T. Roy din cadrul Southern Poverty Law Center, adepții supremației albe distribuie informații pe internet prin care portretizează grupurile ca fiind adunări civice ale albilor care se implică în problemele sociale și nu grupuri care incită la ură. Filosoful David Ingram susține că „susținerea „mândriei negrilor” nu este echivalentă cu susținerea „mândriei albilor” deoarece cea dintâi - spre deosebire de cea din urmă - este o strategie defensivă care are ca scop corectarea stereotipurilor negative”. Prin contrast, „susținerea mândriei albilor - deși ușor camuflată cu sentimente de mândrie etnică - are ca scop mascarea și perpetuarea privilegiului alb”. În același fel, profesorul Cris Mayo din cadrul Universității Illinois la Urbana-Champaign caracterizează mândria albă drept „un scop politic dezagreabil prin tocmai faptul că a fi albi nu este o identitate personală sau de comunitate, ci a fost o strategie de menținere a inegalităților”:
Politologii Carol M.Swain și Russell Nieli identifică ideea unei „mândrii albe” drept un fenomen relativ nou în contextul Statelor Unite. Aceștia susțin că pe parcursul anilor 1990, „o nouă mândrie albă, protest alb și conștiință albă s-a dezvoltat în America”. Trei factori care au contribuit la această situație: un influx de imigranți în anii 1980 și 1990, indignare față de acțiunea afirmativă și popularizarea internetului ca instrument de exprimare și mobilizare. Conform lui Janet E. Helms, fondatoarea Institutului de Studiu și Promovare a Rasei și Culturii, o persoană albă „trebuie să fie conștientă de faptul că este albă și să o accepte ca fiind semnificativă din punct de vedere personal și social ... Nu în sensul pe care îl dau membrii Klanului, ci în contextul unei angajament față de o societate dreaptă”. Printre persoanele care se identifică drept albe, cercetătorii au realizat o distincție între grupul mândru și grupul conștient de privilegiu alb. S-a descoperit că cei din urmă valorizau diversitatea, iar cei dintâi erau împotriva diversității.

## Rasism
Sloganul „White Pride Worldwide” apare pe logoul site-ului Stormfront, un site deținut de către Don Black, fost Grand Wizard al Ku Klux Klan. Organizația The North Georgia White Knights of the Ku Klux Klan se descrie drept „o mișcare patriotică, creștină și albă dedicată conservării Mândriei Albilor și a drepturilor Rasei Albe”. Un studiu în 2002 a identificat această „mândrie a albilor” printre factorii care motivează infracțiunile motivate de ură, cu precădere cele îndreptate împotriva altor rase, în campusurile din Statele Unite în timp ce un alt studiu care analiza rasismul în mediul online a asociat sloganul mișcările supremațiste. Concomitent, acesta a fost utilizat în discursurile care incită la ură din campusurile unor universități precum New York University, Vassar College, Temple University, Universitatea din Oregon și Universitatea din Tennessee, și folosit pe posterele afișate de către organizații supremațiste în numeroase colegii din SUA. Uniformele jucătorilor Denver Nuggets au fost numite „white pride” de Adidas, fapt care a condus la o isterie în mediul online. De asemenea, o sală de fitness din River Falls, Wisconsin a fost redenumită pentru a evita conotațiile rasiste. Sloganul a fost scandat alături de „White Power” de aproximativ 100 de neonaziști în cadrul unei manifestații din Manchester, Marea Britanie în martie 2015 și a fost subiectul a încă două evenimente organizate de Frontul Național din Marea Britanie în Swansea (martie 2016) și Edinburgh (martie 2017). Într-un articol din The Week, James Poulos a avertizat că Europa este pe drumul redescoperirii unor forme tulburătoare de mândrie albă.